# المدرسة الوطنية للفلاحة بمكناس
المدرسة الوطنية للفلاحة بمكناس  (ENAM) هي مؤسسة عمومية مغربية للتعليم العالي متخصصة في مجال الزراعة والتنمية الريفية والبحث العلمي.
تم إنشاءها في عام 1942 خلال فترة الحماية الفرنسية على المغرب بمدينة مكناس، تحت اسم المدرسة الزراعية المغربية، حيث كانت في البداية تمنح شهادة التقنيين المتخصصين في الزراعة بعد سنتين من الدراسة للحاصلين على البكالوريا، أما حاليا الدراسة تضم 5 سنوات بعد البكالوريا للحصول على شهادة مهندس دولة في الهندسة الزراعية.